# Racilia multicolora
Racilia multicolora är en insektsart som först beskrevs av Willemse, C. 1932.  Racilia multicolora ingår i släktet Racilia och familjen gräshoppor. Inga underarter finns listade i Catalogue of Life.